# Unterzeitldorn

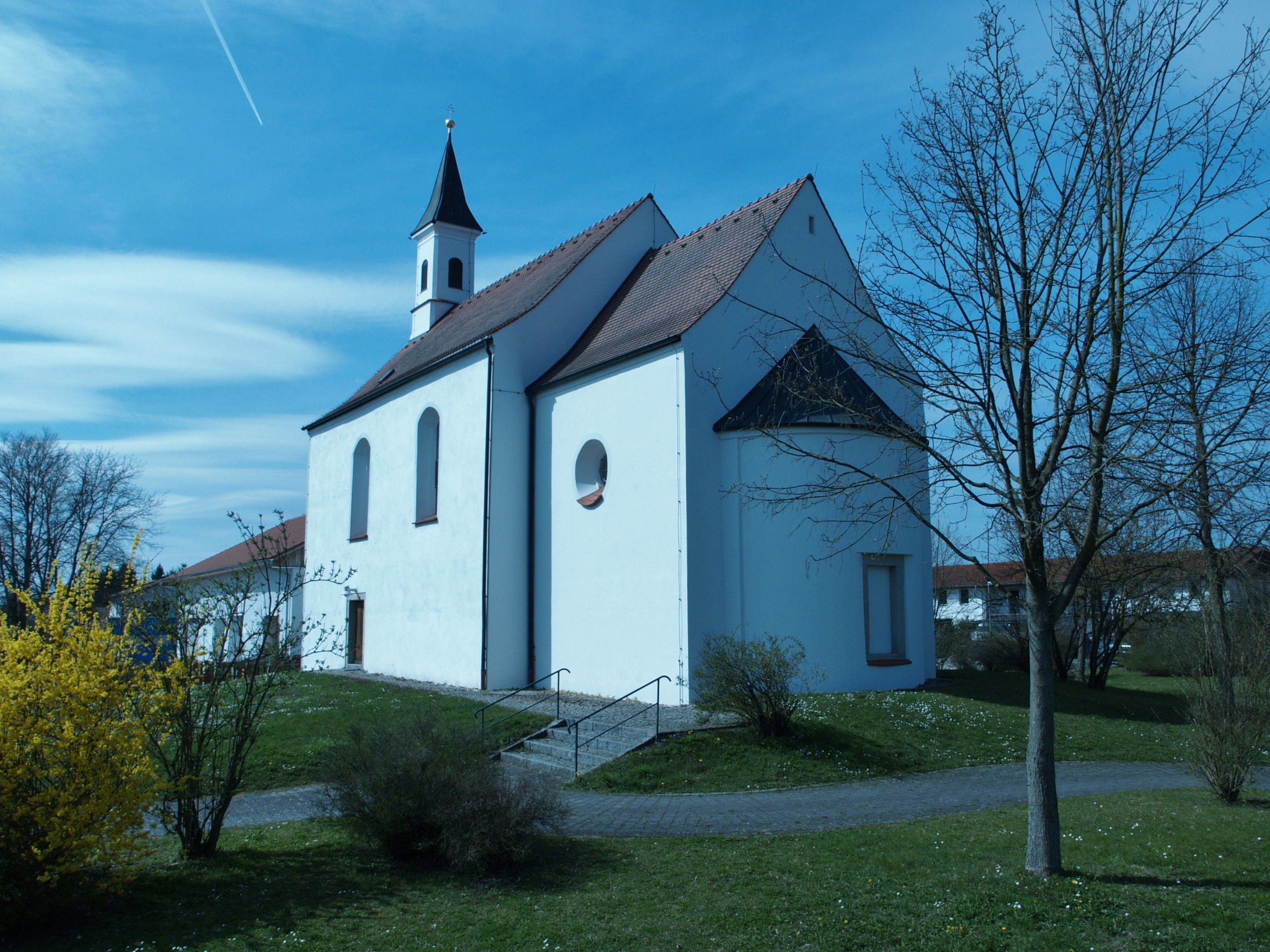
Filialkirche St. Jakobus

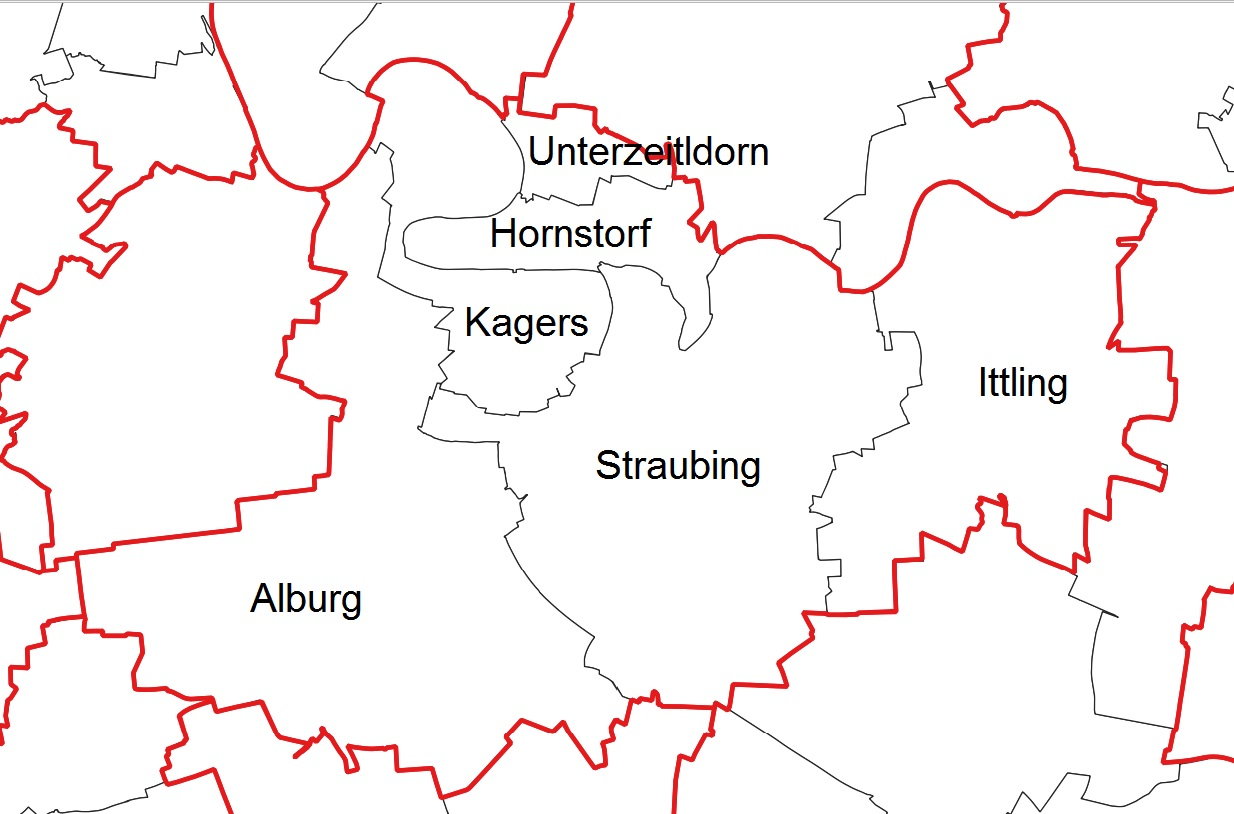
Gemarkungen in der kreisfreien Stadt Straubing, mit Unterzeitldorn

Unterzeitldorn, bis 1951 amtlich Zeitldorn, ist ein Stadtteil der  kreisfreien Stadt Straubing in Niederbayern und eine Gemarkung.

## Lage
Unterzeitldorn liegt im Gäuboden nördlich der Donau im Norden des Straubinger Stadtgebietes. Das Kirchdorf Unterzeitldorn liegt östlich der Staatsstraße 2125 dreieinhalb Kilometer nördlich des Straubinger Stadtplatzes. Auf der etwa 1,55 km² großen Gemarkung Unterzeitldorn liegen das Kirchdorf Unterzeitldorn und die Einöde Gollau. Die Nachbargemarkungen sind Parkstetten, Hornstorf, Kagers und Kößnach.

## Geschichte
Das Kirchdorf Unterzeitldorn war der Hauptort der ehemaligen Gemeinde Unterzeitldorn im Landkreis Straubing-Bogen. Die Gemeinde Unterzeitldorn hatte 1961 eine Fläche von 6,88 km² und die Gemeindeteile Bielhof, Fischerdorf, Friedenhain, Oberharthof, Unterharthof und Unterzeitldorn. Sie wurde 1976 aufgelöst und die Gemeindeteile Bielhof, Fischerdorf, Friedenhain, Oberharthof und Unterharthof nach Parkstetten eingegliedert, in die Stadt Straubing wurden Gollau und Unterzeitldorn eingegliedert.
Bis 1951 trugen der Ort und die Gemeinde die Bezeichnung Zeitldorn. Früher wurde der Ort, der eine Hofmark des Klosters Windberg war, Niederhartzeitldorn oder auch Hartzeilern genannt.